# شركة الهند الشرقية الفرنسية
شركة الهند الشرقية الفرنسية هي شركة تجارية أسست عام 1664 م من قبل جان باتيست كولبير والذي كان يشغل منصب وزير مالية الملك لويس الرابع عشر.
زالت الشركة من الوجود خلال ثورة عام 1789 الفرنسية.